# Gabriela Gudelj
Gabriela Gudelj (n. 9 august 1997, în Split) este o handbalistă din Croația care evoluează pe postul de intermediar dreapta pentru echipa națională a Croației În 2022, pentru o scurtâ perioadă Gabriela Gudelj a fost jucătoarea clubului românesc CS Minaur Baia Mare.
Gudelj a evoluat pentru naționala de handbal feminin a Croației la Campionatul Mondial din Spania 2021.

## Palmares
- Liga Campionilor:
  - Grupe: 2022

- Cupa Cupelor:
  - Optimi de finală: 2015

- Campionatul Croației:
  -  Medalie de argint: 2016, 2022

- Cupa Croației:
  -  Finalistă: 2015
  -  Medalie de bronz: 2016

- Campionatul Bosniei și Herțegovinei:
  -  Câștigătoare: 2017